# Juan de Uceda
Juan de Uceda Castroverde est un peintre espagnol né à Séville en 1570 et mort dans la même ville le 26 novembre 1631.

## Biographie et œuvre
Il existe peu d’informations sur ses premières années de vie, on suppose qu’il naquit à Séville vers 1570 et qu’il dut réaliser ses études dans l’atelier d’Alonso Vázquez jusqu’en 1590.
En 1593, il commença une activité artistique indépendante, mais sa première œuvre connue ne date que de 1603. Il s’agit du « Transit de Saint Herménégild », huile sur toile de grand format dont fut chargé Alonso Vazquez comme hommage à ce saint pour le retable principal de l’église de l’Hôpital de Saint Herménégild de Séville. Vazquez commença le travail mais le laissa inachevé en raison de son départ pour le Mexique. Juan de Uceda se chargea de compléter l’œuvre. C’est à lui que l’on doit la partie supérieure de la peinture, où on peut voir la Vierge entourée d’anges musiciens dans des nuages, attendant la montée au ciel du saint pour le couronner. Cette œuvre est actuellement exposée au musée des beaux-arts de Séville.
À partir de cette époque le style d’Uceda évolua du maniérisme vers le naturalisme, influencé par des artistes tels que Juan de Roelas, alors très actif dans la ville. Uceda peignit en 1623 La Trinité sur Terra (Musée des beaux-arts de Séville), œuvre majeure dans son parcours. C’est la seule connue pour être signée de la main de son auteur. Elle devint le thème et le modèle d’autres peintres tels que Bartolomé Esteban Murillo. Deux ans plus tard, il réalisa Immaculée Conception avec Saint Joseph, Saint Benoît et Saint François (Église Saint Vincent de Séville) et  L’Adoration des Bergers (Carmona, collection particulière).
Vers 1629, il reçut la commandes des peintures du retable principal de l’église Saint Vincent de Séville, œuvre qu’il laissa inachevée à sa mort et qui aurait été terminée par Francisco Varela.
Parmi les toiles qui lui sont attribuées, on peut citer Le Martyre de Saint Vincent, L'Histoire du lit de roses (Église Saint Vincent de Séville) et le Christ servi par les anges (Chapelle du Christ de Maracaibo de la Cathédrale de Séville).